# سگ دورمال
دورمالوسیون لاتوری(نام علمی: Dormaalocyon latouri) نام یک گونه از رده پستانداران است.